# ラプコ
ラプコ（Lapko）はフィンランドのオルタナティブ・ロックバンドである。
1996年に結成され、2003年に「Your Special K.O.」でデビュー、現在までにオリジナル・アルバムを6枚、EPを2枚発表している。

## メンバー
- ヴィレ・マルヤ（Ville Malja:）
担当パート：ボーカル、ギター
- アンシ・ノーベリ（Anssi Nordberg）
担当パート：ベース
- ヤンネ・ヘイッコネン（Janne Heikkonen）
担当パート：ギター
- ユッシ・マティカイネン（Jussi Matikainen）
担当パート：ドラムス

## ディスコグラフィ

### アルバム
|     | 発売年 | タイトル （原題）                | レーベル             | 備考         |
| --- | ------ | -------------------------------- | -------------------- | ------------ |
| 1st | 2004年 | The Arms                         |                      | 国内盤未発売 |
| 2nd | 2006年 | Scandal                          |                      | 国内盤未発売 |
| 3rd | 2007年 | Young Desire                     |                      | 国内盤未発売 |
| 4th | 2010年 | ニュー・ボヘミア (A New Bohemia) | アヴァロン・レーベル |              |
| 5th | 2012年 | ΓΟΛΕ                             |                      | 国内盤未発売 |
| 6th | 2015年 | Freedom                          |                      | 国内盤未発売 |

## 来日公演
- 2011年5月28日（水）恵比寿LIQUIDROOM
フィンランド・フェスト2011出演。コルピクラーニやOutrageらと共演[2]。

## 外部サイト
- 公式サイト（英語）